# 5S
Az 5S egy leaneszköz, -módszer, amelyet elsősorban a vállalati munkahelyek rendezett kialakításának érdekében alkalmaznak. Sokfelé tévesen „rend és tisztaság” tartalommal használják, miközben a módszer ennél lényegesen több. Megértése és helyes alkalmazása a lean bevezetésének és sikeres fenntartásának alapfeltétele.

## A módszer leírása
Az 5S lényege, hogy megteremti a többi Kaizen-tevékenység alapját.
Dolgozói szinten egy olyan kultúrát (viselkedésmódot) és rendszert alakít ki, ami javítja a folyamatok áttekinthetőségét, segíti a rend fenntartását és a folyamatokkal kapcsolatos problémák feltárását és megoldását.
A módszer megteremti azt a vállalati kultúrát és tevékenységrendszert, amelyben az emberek odafigyelnek a munkakörnyezetükre és tudatosan rendben tartják és fejlesztik azt.
Az 5S aktivizálja a szervezetet, javítja a dolgozók tulajdonosi szemléletét, fegyelmét és a vállalatról alkotott képet.
A beszállító vállalatok saját gyártási képességeiket adják el, amelyről a vevő helyszíni látogatásokon is szeretne meggyőződni, ezért az üzletszerzéshez és megtartáshoz nagymértékben hozzájárulhat az 5S-sel kialakított, jó benyomást keltő munkakörnyezet.

### Céljai
A hatékony, biztonságos és minőségi munkavégzésre alkalmas munkakörnyezetet kialakítása és fenntartása. Annak az állapotnak a megteremtése, amelyben a vállalat folyamatosan képes előmozdítani a Kaizent (folyamatos fejlesztést).
Közvetlen céljai: a vállalat arculatának és hírnevének javítása, a hatékonyság növelése, rövidebb átfutási idő és pontos szállítás, kisebb készlet, minőségjavítás, kevesebb géphiba, javuló munkahelyi biztonság, költségcsökkenés, a szervezet aktivizálása, moráljának javítása.

## Az egyes S-ek és magyarázatuk[1]
| Az S     | Általános tartalom                                                                                  | Folyamatok esetében |
| -------- | --------------------------------------------------------------------------------------------------- | --- |
| Seiri    | A munkahelyen levő szükséges dolgok meghatározása, a szükségtelen dolgok eltávolítása.              | A termék vagy szolgáltatás előállításához szükséges (értékteremtő) lépések meghatározása és a nem szükséges tevékenységek (veszteség) megszüntetése                                           |
| Seiton   | A dolgok pontos és célszerű helyének kialakítása, feliratozása, jelölése, áttekinthető elrendezése. | Az egyes folyamatlépések megfelelő sorrendjének kialakítása, az elvégzéshez megfelelő helyszín meghatározása, az elvégzéshez szükséges eszközök rendbe rakása, helyük feliratozása, jelölése. |
| Seiso    | Tisztítás, takarítás a munkahelyen és környékén.                                                    | Gépek, berendezések és a talaj tisztítása. Csúszós, koszos felületek megszüntetése. |
| Seiketsu | Fenntartás (a kialakított rend és a tisztaság fenntartását), szabványosítás.                        | Szabvány kialakítása, szabványosítás (a szabvány kommunikálása, oktatása, elterjesztése a szervezetben).                                                                                      |
| Shitsuke | Az előző 4 S beépítése a vállalati kultúrába, önfegyelem.                                           | Az előző 4 S beépítése a vállalati kultúrába, önfegyelem. |

## Alkalmazása

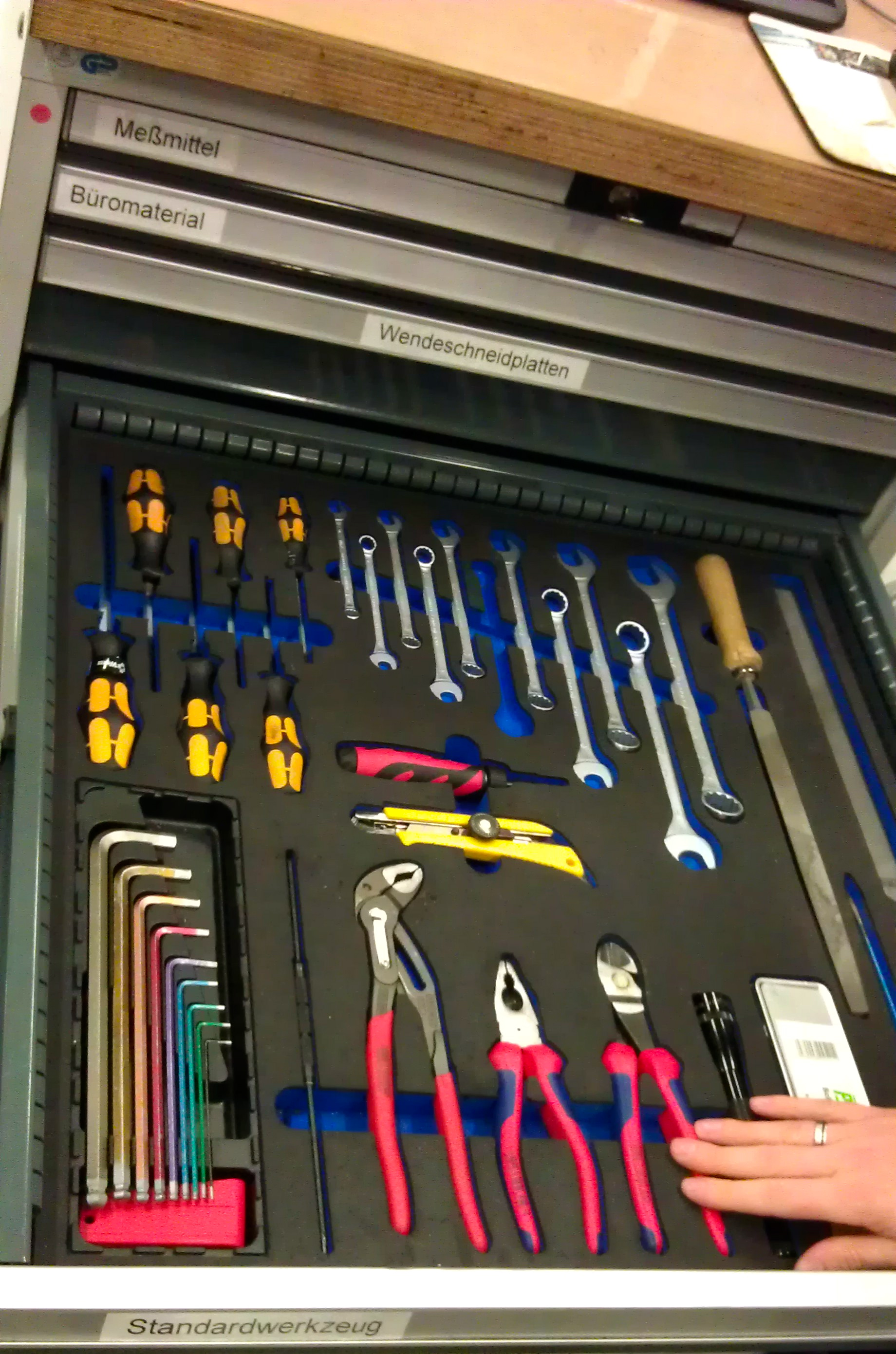
5S szerint kialakított szerszámtároló fiók

Bármilyen területen alkalmazható, ahol munkavégzés történik. Elsősorban operatív szinten, a műhelyben lévő rendezettség, tisztaság és a Kaizent elősegítő állapot fenntartása érdekében szokás elkezdeni az alkalmazását, de az 5S alkalmazása az irodai területeken is hasonlóan jelentős eredményeket hozhat.
Az bevezetése során arra kell törekedni, hogy egy olyan stabil, elfogadott rendszert alakítsunk ki, amelyet a későbbiekben a dolgozók képesek önmaguktól betartani, és fenntartani egyaránt.
Ezért a bevezetés során nem csak a rövid távú, látványos eredményekre, hanem a fenntartható változására helyezzük a hangsúlyt, ahol a cél olyan viselkedésváltozás elérése a dolgozók napi munkájában, amibe beleépül az 5S folyamatos fenntartása.
A módszer kialakításába minden dolgozót (minden műszakból) be kell vonni, megfelelően tájékoztatni, oktatni kell őket. Figyelembe kell venni a javaslataikat, ötleteiket, meg kell válaszolni, illetve meg kell oldani a felmerült kérdéseiket, problémáikat. Ez egy idő- és kommunikációigényes folyamat, amelyet nem szabad elkapkodni, mert ha nem alapozzuk meg eléggé a bevezetést, akkor a későbbiekben nagy esélye van a visszarendeződésnek és a teljesítményromlásnak.

## Tudnivalók, nehézségek
- Az 5S-nek – mint sok más módszernek – az egyik legnehezebb része a 0. S, a folyamat elkezdése, bevezetése.
- Egy szervezetben a vezetői példamutatás (lead by example) legegyszerűbb lehetősége, ha a vezető saját irodáját az 5S elvei alapján alakítja ki, és ezt a rendszert fenn is tartja.
- Az 5S (és ezen keresztül a rend, a rendszerezettség, a tisztaság) nem cél, hanem egy eszköz, hogy (üzleti) céljainkat könnyebben, hatékonyabban tudjuk elérni.
- Egy az 5S segítségével jól kialakított munkahely növeli a munkatársak elégedettségét.
- Az 5S tulajdonképpen a standard munka megjelenése az ember közvetlen környezetében.
- Néhány vállalat (elsősorban angol nyelvterületen) további S-eket alakított ki, ilyen például a Safety (biztonság).

## Fordítás
- Ez a szócikk részben vagy egészben  a(z)   5S_(methodology) című angol Wikipédia-szócikk fordításán alapul.  Az eredeti cikk szerkesztőit annak laptörténete sorolja fel. Ez a jelzés csupán a megfogalmazás eredetét és a szerzői jogokat jelzi, nem szolgál a cikkben szereplő információk forrásmegjelöléseként.